# Chwałkowo Kościelne (przystanek kolejowy)
Chwałkowo Kościelne – nieczynny kolejowy przystanek osobowy we wsi Chwałkowo Kościelne, w województwie wielkopolskim, w Polsce. Znajduje się tu 1 peron.